# 產業技術綜合研究所
產業技術綜合研究所），是日本獨立行政法人（國立研究開發法人），隸屬經濟產業省。

## 外部連結
- 產業技術綜合研究所 （页面存档备份，存于）（日語）
- 產業技術綜合研究所的X（前Twitter）（日語）
- YouTube上的產業技術綜合研究所頻道（日語）